# Зайсановка
Зайса́новка — село в Хасанском районе Приморского края, входит в состав Краскинского городского поселения. Основано в 1880 году.

## Географическое положение
Село находится в устье реки Гладкая, на берегу бухты Экспедиции залива Посьета, на расстоянии 60 км (по автодорогам) от посёлка городского типа Славянка, административного центра района, и 224 км (по автодорогам) от города Владивосток, административного центра края.

## Население
| 1915 | 2002 | 2005 | 2010 |
| ---- | ---- | ---- | ---- |
| 15   | ↗30  | ↘3   | ↘0   |

## Транспорт
Через село проходит автомобильная трасса А189 Раздольное — Хасан. Имеется железнодорожная станция на линии Уссурийск — Хасан.

## Археология
В конце 1950 годов Г. И. Андреев предложил для ряда памятников позднего неолита использовать термин зайсановская культура, которая была выделена Г. И. Андреевым и А. П. Окладниковым в 1957—1959 годах.